# Brécourt

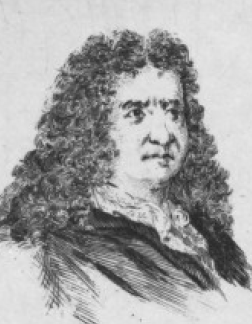
Porträt Brécourts

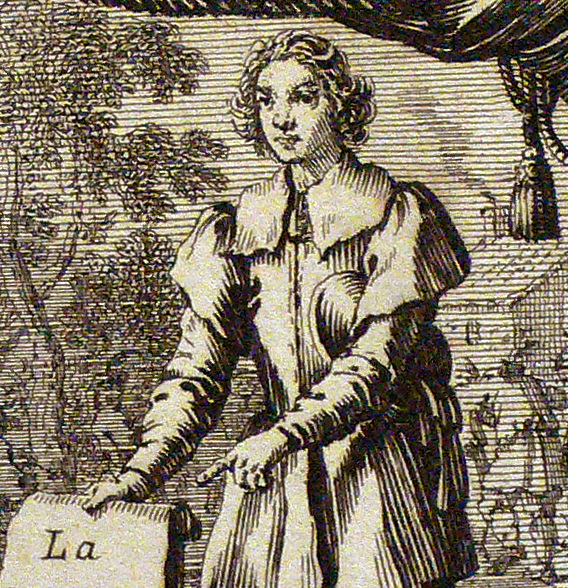
Deckblatt zu Noce de village

Guillaume Marcoureau, bekannt als Brécourt (* 10. Februar 1638 in Paris; † 28. März 1685 ebenda), war ein französischer Schauspieler und Dramatiker.

## Biographie
Der Vater Brécourts, Pierre Marcoureau war ebenfalls Schauspieler, der lange in Holland arbeitete, das damals zur Grafschaft Burgund gehörte. Pierre Marcoureau wurde zwar in Holland geboren, war aber selbst kein Holländer. Seine Familie stammt aus Paris, wohin er auch vor der Geburt seines Sohnes zurückkehrte. Über die Jugend und frühen Jahre Brécourts ist jedoch nichts bekannt. Erste Erwähnung findet Brécourt 1659, als er seine Frau, Etiennette Désurlis heiratete. Bekannt ist auch, dass er 1662 zusammen mit La Thorillière die Troupe du Marais verließ, um sich Molière anzuschließen.
Schon im Jahr 1664 verließ er das Théâtre du Palais-Royal. Er schloss sich dann dem Théâtre de l’hôtel de Bourgogne an, an dem auch seine Frau spielte. An diesem Haus wurde Brécourt zum Hauptinterpreten der Stücke Jean Racines.
Als im Jahr 1680 die Comédie-Française gegründet wurde, war Brécourt auf Gastspiel mit der Schauspieltruppe des Prinzen von Oranien und kehrte erst 1682 nach Paris zurück, woraufhin er, obwohl Ostern der Stichtag war, auf Geheiß Ludwig XIV. bereits im Januar zum Sociétaire de la Comédie-Française wurde.
Der frühe Tod Brécourts lässt sich auf einen Unfall zurückführen. Bei den Proben seines eigenen Stückes, dem Timon, kam es zu einer Verletzung. Er starb jedoch nicht sofort, sondern lag noch vier Monate krank, bis er starb.

## Spekulatives
Beim Prüfen der Quellen konnte Henri Lyonnet einige Sachverhalte nicht aufklären. Ungeklärt ist, was Brécourt zwischen 1674 und 1678 genau gemacht hat. Sein Name taucht in dieser Zeit auch bei einer Schauspieltruppe auf, die in Maastricht spielte. Aus dieser Zeit sollten Schulden stammen, die ihn 1682 in Zwangshaft brachten, jedoch schnell von einer Madame Tiange beglichen wurden.

## Rollen (Auswahl)
Brécourts schauspielerisches Spektrum deckte alle Rollen ab, so spielte er alles, vom Bauern bis zum König.
- Alain in L’école des femmes von Molière
- Dorante in La Critique de l’École des femmes von Molière
- Pancrace in Le mariage forcé von Molière
- Taxile in Alexandre le grand von Racine
- Chicaneau in Les Plaideurs von Racine
- Britannicus in Britannicus von Racine
- Bajazet in Bajazet von Racine
- Xipharés in Mithridate von Racine

## Bühnenstücke (Auswahl)
- La feinte mort de Jodelet (1660)
- Le Jaloux Invisible (1666)
- L’Ombre de Molière (1773)
- La Noce de village (1681)
- Le Jaloux Invisible
- Timon